# میشل گیزین
میشل گیزین (انگلیسی: Michelle Gisin؛ زادهٔ ۵ دسامبر ۱۹۹۳) اسکی‌باز آلپاین اهل سوئیس است.